# Mercedes-Benz type 201
|  | Se her for en liste over andre bilmodeller solgt under navnet "Mercedes-Benz 190". |
Mercedes-Benz type 201 var den første personbil fra Mercedes-Benz i den store mellemklasse og
forløber for C-klassen. Modellen henvendte sig frem for alt til køberkredsen til BMW 3-serien.
Modellen blev, uanset motorens slagvolume, solgt som Mercedes-Benz 190. Bilen kom på markedet den 8. december 1982, og blev mellem oktober 1982 og august 1993 produceret i mere end 1,8 mio. eksemplarer. Dette gjorde modellen til en af de mest succesfulde bilmodeller fra Mercedes-Benz.

## Modelhistorie

### Generelt
Type 201 markerede for Mercedes-Benz overgangen til en ny bilgeneration. Multileddet bagaksel, nyudviklede dieselmotorer og et mere strømlinet karrosseri sørgede for den nye stil. Type 201 var i produktion i mere end 10 år, og skulle hovedsageligt konkurrere med BMW 3-serien som i USA havde opnået store salgstal.
Derudover viste oliekrisen i 1973 et behov for en mindre og mere sparsommelig model. På trods af dette lå den passive sikkerhed på et meget højt niveau: Med fokus på kollisionsikkerhed og ABS og førerairbag til rådighed havde type 201 udstyrsmæssige kendetegn, som konkurrenterne først tilbød næsten 10 år senere.

### Teknik
Type 201 var den første Mercedes-Benz-personbil med multileddet bagaksel. På hvert hjul var der monteret fem akselled, som på akselbæreren hhv. karrosseriet var monteret på hvert sit punkt. Denne konstruktion tilbød i forhold til konventionelle aksler flere muligheder for at afstemme styre- og sporevinkel afhængigt af affjedringen.
Forakslen var derfor en simpel fjederbensaksel med trekanttværled. Den lignede MacPherson-akslen, dog med den forskel at skruefjedrene ikke var monteret på støddæmperne, men derimod på trekanttværleddene.
Især den større type 124 blev stærkt præget af konceptet, såvel optisk som teknisk. Mærkeligt nok lå priserne på type 201 ved introduktionen højere end for den større type 123.[kilde mangler]
I stedet for den ellers Mercedes-Benz-typiske fodparkeringsbremse var der på midterkonsollen monteret en almindelig stanghåndbremse. Grunden dertil var at fodrummet var relativt smalt og dermed ikke havde plads til en parkeringsbremsepedal. Bemærkelsesværdig var også den enarmede forrudevisker, som fra efteråret 1984 blev udstyret med en speciel teknik og dermed kunne viske på en større flade − efter Mercedes-Benz AG's opgivelser op til 86%. Dette system blev ligeledes benyttet i den i november 1984 introducerede type 124, efterfølgeren type 202 og flere andre senere Mercedes-Benz-modeller.
På introduktionstidspunktet omfattede modelprogrammet versionerne 190 og 190 E med benzinmotoren M 102; de ydede 66 kW (90 hk) hhv. 90 kW (122 hk). Fra efteråret 1983 blev programmet udvidet med dieselversionen 190 D (OM 601) med 53 kW (72 hk) og sportsversionen 190 E 2.3-16 (M 102 med fire ventiler pr. cylinder) med 136 kW (185 hk). I 1985 tilkom flere versioner i form af 190 D 2.5 med 66 kW (90 hk), 190 E 2.3 med 100 kW (136 hk) og 190 E 2.6 med seks cylindre og 122 kW (166 hk). Senere kom 190 D 2.5 i en turboudgave med 90 kW (122 hk), i den første tid med firetrins automatgear som standardudstyr. I nogle lande fandtes også en 180 E. På Paris Motor Show 1986 blev der præsenteret en ny generation af 16-ventilede motorer.
De 16-ventilede motorer var udviklet i samarbejde med motorfabrikanten Cosworth og blev i nogle lande markedsført som 190 E 2.3-16 Cosworth. Topmodellen 190 E 3.2 AMG med 172 kW (234 hk) kunne fra 1992 bestilles gennem Mercedes-Benz' forhandlernet.
Begge dieselmotorerne OM 601 (med fire cylindre) og OM 602 (med fem cylindre) var teknisk set identiske; den eneste forskel var antallet af cylindre.

### Design
I grunden blev proportionerne fra type 201 bibeholdt frem til type 203. Designet med den relativt korte og høje bagendeafslutning brød radikalt mod tidligere Mercedes-Benz-modeller. Type 201 var også den første Mercedes-Benz, som udefra − med undtagelse af kølergrillen − sigtede meget mod kromudsmykning. CW-værdien lå efter Daimler-Benz' opgivelser i 1983 på 0,33. Senere arvede mellem- og overklassemodellerne type 124 hhv. 140 de elementære designtræk fra type 201.
- Mercedes-Benz 190 E 2.3 (USA-version)
- Mercedes-Benz 190 D 2.2 (USA-version)
- Mercedes-Benz 190 (1988−1993, USA-version)
- Mercedes-Benz 190 (1988−1993)
- Mercedes-Benz 190 E 2.3-16 (1983−1987)

### Facelift
I september/oktober 1988 gennemgik type 201 i rammerne af et facelift følgende modifikationer:
- Nye lakerede kofangere og sideplanker
- Nye sæder med hældningsjustering, nyt indtræk og skum- i stedet for fjederkerne
- Forreste sikkerhedsseler højdejusterbare
- El-opvarmelige sidespejle, el-justerbart i passagersiden
- Sidespejle i bilens farve (før faceliftet altid sorte)

### Specialmodeller
I 1992 blev specialmodelserien Avantgarde introduceret. Serien bestod af tre modeller (med navnene Azzurro, Rosso og Verde), som blev solgt i begrænset styktal. Modellerne havde hver især en speciel tonet metalliclakering samt et udvidet kabineudstyr. Skrifttrækket Avantgarde var på alle modellerne monteret til højre på handskerumsklappen.
- 190 E 2.3 Azzurro (blå), ca. 950 stk.
- 190 E 1.8 Rosso (rød), ca. 2300 stk.
- 190 D 2.5 Verde (grøn), ca. 750 stk.

Yderligere specialmodeller:
- 190 E 2.5-16 Evolution, 1989, 502 stk., blåsortmetallic
- 190 E 2.5-16 Evolution II, 1990, 502 stk., blåsortmetallic
- Berlin 2000, 190 E 1.8/2.3/3.2 AMG, 1992, 190 stk.
- DTM '92, 190 E 1.8/2.3, 1992, brillantsølv- eller blåsortmetallic
- 190 E 3.2 AMG, 1992
- 190 E 1.8/2.3 Primavera, 1993, grønmetallic fra Avantgarde-serien (kun bygget til Schweiz)

## Motorer
I en årrække tilbød Mercedes-Benz såveller modeller med (KAT) såvel uden (RÜF) katalysator. RÜF-modellerne var forberedt til eftermontering af katalysator. Versionerne uden katalysator havde en lidt højere effekt.
Det af katalysatoren forårsagede effekttab på 190 E 2.0 og 2.3 blev fra foråret 1991 udlignet ved montering af udstødningssystemet fra 190 E 2.6. Dette øgede effekten på 2.0 fra 87 kW (118 hk) til 90 kW (122 hk), og på 2.3 fra 97 kW (132 hk) til 100 kW (136 hk).
I midten af 1990 blev 190 med karburatormotor afløst af 190 E 1.8 med 80 kW (109 hk). Dette var samtidig afslutningen på karburatoræraen i Mercedes-Benz' personbiler.
| Model                          | Cylindre      | Ventiler pr. cylinder | Slagvolumen (cm³) | Maks. effekt kW (hk) ved omdr./min. | Maks. drejnings- moment Nm ved omdr./min. | Motorkode     | Acceleration 0–100 km/t (sek.) | Topfart (km/t) | Byggeår       | Bemærkninger                 |
| Benzinmotorer                  | Benzinmotorer | Benzinmotorer         | Benzinmotorer     | Benzinmotorer                       | Benzinmotorer                             | Benzinmotorer | Benzinmotorer                  | Benzinmotorer  | Benzinmotorer | Benzinmotorer                |
| ------------------------------ | ------------- | --------------------- | ----------------- | ----------------------------------- | ----------------------------------------- | ------------- | ------------------------------ | -------------- | ------------- | ---------------------------- |
| 190                            | 4             | 2                     | 1997              | 66 (90)/5000                        | 165/2500                                  | M 102         | 13,2                           | 175            | 1982−1984     | Ikke egnet til E10-brændstof |
| 190                            | 4             | 2                     | 1997              | 77 (105)/5200                       | 170/2500                                  | M 102         | 12,4                           | 185            | 1984−1988     | Ikke egnet til E10-brændstof |
| 190 RÜF1                       | 4             | 2                     | 1997              | 77 (105)/5500                       | 165/3000                                  | M 102         | 12,4                           | 185            | 1985−1988     | Ikke egnet til E10-brændstof |
| 190 kat.                       | 4             | 2                     | 1997              | 75 (102)/5500                       | 160/3000                                  | M 102         | 12,8                           | 183            | 1985−1990     | Ikke egnet til E10-brændstof |
| 190 E                          | 4             | 2                     | 1997              | 90 (122)/5100                       | 178/3500                                  | M 102         | 10,5                           | 195            | 1982−1988     | Ikke egnet til E10-brændstof |
| 190 E RÜF1                     | 4             | 2                     | 1997              | 90 (122)/5100                       | 178/3500                                  | M 102         | 10,5                           | 195            | 1985–1988     | Ikke egnet til E10-brændstof |
| 190 E kat.                     | 4             | 2                     | 1997              | 87 (118)/5100                       | 172/3500                                  | M 102         | 10,9                           | 190            | 1985−1991     |                              |
| 190 E 1.8                      | 4             | 2                     | 1797              | 80 (109)/5500                       | 150/3700                                  | M 102         | 12,3                           | 185            | 1990−1993     |                              |
| 190 E 2.0                      | 4             | 2                     | 1996              | 90 (122)/5300                       | 175/3500                                  | M 102         | 10,5                           | 195            | 1991−1993     |                              |
| 190 E 2.3                      | 4             | 2                     | 2299              | 100 (136)/5100                      | 205/3500                                  | M 102         | 10,3                           | 200            | 1985−1988     | Ikke egnet til E10-brændstof |
| 190 E 2.3 RÜF1                 | 4             | 2                     | 2299              | 100 (136)/5100                      | 205/3500                                  | M 102         | 10,3                           | 200            | 1985−1988     | Ikke egnet til E10-brændstof |
| 190 E 2.3 kat.                 | 4             | 2                     | 2299              | 97 (132)/5100                       | 198/3500                                  | M 102         | 10,6                           | 197            | 1985−1991     |                              |
| 190 E 2.3 (USA)                | 4             | 2                     | 2299              | 83 (113)                            |                                           | M 102         |                                |                | 1983−1984     | Ikke egnet til E10-brændstof |
| 190 E 2.3 (USA)                | 4             | 2                     | 2299              | 90 (122)/5000                       |                                           | M 102         |                                |                | 1984−?        | Ikke egnet til E10-brændstof |
| 190 E 2.3                      | 4             | 2                     | 2298              | 100 (136)/5200                      | 200/3500                                  | M 102         | 10,3                           | 200            | 1991−1993     |                              |
| 190 E 2.3-16                   | 4             | 4                     | 2299              | 136 (185)/6200                      | 235/4800                                  | M 102         | 7,5                            | 230            | 1983−1984     | Ikke egnet til E10-brændstof |
| 190 E 2.3-16 RÜF1              | 4             | 4                     | 2299              | 130 (177)/5800                      | 230/4750                                  | M 102         | 8,2                            | 225            | 1983−1984     | Ikke egnet til E10-brændstof |
| 190 E 2.3-16 kat.              | 4             | 4                     | 2299              | 125 (170)/5800                      | 220/4750                                  | M 102         | 8,5                            | 220            | 1984−1987     |                              |
| 190 E 2.5-16 RÜF1              | 4             | 4                     | 2498              | 150 (204)/6750                      | 240/5000−5500                             | M 102         | 7,5                            | 235            | 1987−1988     | Ikke egnet til E10-brændstof |
| 190 E 2.5-16 kat.              | 4             | 4                     | 2498              | 143 (194)/6750                      | 235/5000−5500                             | M 102         | 7,7                            | 230            | 7/1988−6/1993 |                              |
| 190 E 2.5-16 Evolution RÜF1    | 4             | 4                     | 2463              | 150 (204)/6750                      | 240/5000−5500                             | M 102         |                                |                | 3/1989−5/1989 | Ikke egnet til E10-brændstof |
| 190 E 2.5-16 Evolution kat.    | 4             | 4                     | 2463              | 143 (194)/6800                      | 235/5000−5500                             | M 102         |                                |                | 3/1989−5/1989 |                              |
| 190 E 2.5-16 Evolution II kat. | 4             | 4                     | 2463              | 173 (235)/7200                      | 245/5000−6000                             | M 102         |                                |                | 5/1990−7/1990 |                              |
| 190 E 2.6                      | 6             | 2                     | 2599              | 122 (166)/5800                      | 228/4600                                  | M 103         | 8,2                            | 215            | 1985−1988     | Ikke egnet til E10-brændstof |
| 190 E 2.6 RÜF1                 | 6             | 2                     | 2599              | 122 (166)/5800                      | 228/4600                                  | M 103         | 8,2                            | 215            | 1985−1988     | Ikke egnet til E10-brændstof |
| 190 E 2.6 kat.                 | 6             | 2                     | 2597              | 118 (160)/5800                      | 220/4600                                  | M 103         | 9,2                            | 212            | 1985−1993     |                              |
| 190 E 3.2 AMG                  | 6             | 2                     | 3206              | 172 (234)/5750                      | 305/4500                                  | M 103         |                                |                | 1992          |                              |
| Dieselmotorer                  |               |                       |                   |                                     |                                           |               |                                |                |               |                              |
| 190 D                          | 4             | 2                     | 1997              | 53 (72)/4600                        | 123/2800                                  | OM 601.911    | 18,1                           | 160            | 8/1983−5/1989 |                              |
| 190 D                          | 4             | 2                     | 1997              | 55 (75)/4600                        | 126/2700−3550                             | OM 601.911    | 18,1                           | 160            | 6/1989−8/1993 |                              |
| 190 D 2.2 (USA)                | 4             | 2                     | 2197              | 54 (73)/4200                        | 130/2800                                  | OM 601.921    | 18,4                           | 160            | 1983−1985     |                              |
| 190 D 2.5                      | 5             | 2                     | 2497              | 66 (90)/4600                        | 154/2600−3000                             | OM 602.911    | 14,8                           | 174            | 9/1985−5/1989 |                              |
| 190 D 2.5                      | 5             | 2                     | 2497              | 69 (94)/46002                       | 158/2600−31002                            | OM 602.911    | 14,8                           | 174            | 6/1989−8/1993 |                              |
| 190 D 2.5 (USA)                | 5             | 2                     | 2497              | 69 (94)3/4600                       | 165/2800                                  | OM 602        |                                |                | 1985−1993     |                              |
| 190 D 2.5 Turbo                | 5             | 2                     | 2497              | 90 (122)/4600                       | 225/2400                                  | OM 602.961    | 11,5                           | 192            | 9/1988−5/1989 |                              |
| 190 D 2.5 Turbo                | 5             | 2                     | 2497              | 93 (126)/4600                       | 231/2400                                  | OM 602.961    | 11,5                           | 195            | 6/1989−8/1993 |                              |
| 190 D 2,5 Turbo (USA)          | 5             | 2                     | 2497              | 92 (125)/4600                       | 228/2400                                  | OM 602        |                                |                | 1986−1987     |                              |

## Mercedes-Benz 190 DTM-versioner
En stor succes fik Mercedes-Benz med 190 E 2,5-16 i mesterskabet for standardvogne i 1992 sæsonen  Den vandt 16 ud af 24 løb i det tyske standardvogns mesterskab (DTM) og opnåede i slutafregningen pladserne 1 til 3. Ingen anden bil har til dato opnået flere point, flere bedste træningstider, flere hurtigste runder og flere kørselskilometre end den af Mercedes-Benz' tuningsfirma AMG forberedte 190 E 2,5-16 i sit andet evolutionstrin (kort betegnelse Evolution II).
Vinderbilens firecylindrede 2,5-litersmotor (kørt af den tyske racerkører Klaus Ludwig) ydede ved hjælp af fireventilteknik og Motronic næsten 272 kW (370 hk) ved 9500 omdr./min. Som følge af konsekvent vægtsparing vejede EVO II køreklar ca. 980 kg og accelererede fra 0 til 100 km/t på 4,5 sekunder. Kraften blev fordelt til bagakslen med mekanisk differentialespærre gennem en sekstrinsgearkasse. Motorens cylinderhoved var produceret af det britiske firma Cosworth.

## Produktion
Det samlede antal producerede Mercedes-Benz type 201'ere beløber sig totalt til ca. 1,9 mio. eksemplarer. Bemærkelsesværdigt var, at en model for første gang i Daimler-Benz' historie blev bygget to forskellige steder på samme tid. Omtrent 58% af bilerne blev produceret på fabrikken i Bremen, mens de resterende 42% blev fremstillet i Sindelfingen.
Ca. 53% af de producerede biler blev solgt i Tyskland, men kun hver tiende bil i USA. Dette forhold var usædvanligt lavt for Daimler-Benz, til trods for at impulsen til udvikling kom fra USA. De mest efterspurgte versioner var 190 E 2.0 (ca. 34%) og 190 D (24%). Selv om den først blev introduceret i 1990, kunne 190 E 1.8, formentlig som følge af sit gode pris-/effekt-forhold, i kort tid sidde på en tredjedel af det samlede type 201-salg.
Den sidste Mercedes-Benz type 201 blev fremstillet på fabrikken i Bremen i august 1993 og overdraget til Mercedes-Benz Museum. Modelserien blev herefter afløst af type 202 (C-klasse).
| Samlet styktal Mercedes-Benz type 201 | Samlet styktal Mercedes-Benz type 201 |
| ------------------------------------- | ------------------------------------- |
| Totalt                                | 1.879.629 stk.                        |
| Andel af dieselversioner              | 33,6 %                                |
| Andel af sekscylindrede versioner     | 5,6 %                                 |
| Andel af 16-ventilede versioner       | 1,4 %                                 |
| Andel af specialmodeller              | 0,4 %                                 |

## Sikkerhed
Det svenske forsikringsselskab Folksam vurderer flere forskellige bilmodeller ud fra oplysninger fra virkelige ulykker, hvorved risikoen for død eller invaliditet i tilfælde af en ulykke måles. I rapporterne Hur säker är bilen? er/var 190-serien klassificeret som følger:
- 1999: Mindst 20% bedre end middelbilen[5]
- 2001: Mindst 20% bedre end middelbilen[6]
- 2003: Mindst 15% bedre end middelbilen[7]
- 2005: Mindst 15% bedre end middelbilen[8]
- 2007: Som middelbilen[9]
- 2009: Som middelbilen[10]
- 2011: Som middelbilen[11]
- 2013: Som middelbilen[12]
- 2015: Som middelbilen[13]

## Kaengsaeng 88
I 1988 blev Mercedes-Benz type 201-modellerne fremstillet illegalt i Nordkorea af firmaet Sungri Motors i lavt styktal uden tilladelse fra Daimler-Benz AG, under navnet Kaengsaeng 88. Importerede biler fra Mercedes-Benz blev fuldstændig demonteret og alle komponenter reproduceret. Disse nordkoreanske kopibiler, som blev solgt under navnet Kaengsaeng 88, udviste stærke forarbejdningsmangler. Modellen havde det alternative navn Pyongyang 4.10.